# Isabel Rutishauser
Isabel Katharina Rutishauser (* 23. September 2003 in Zürich) ist eine Schweizer Fussballtorhüterin.
Rutishauser startete ihre Karriere 2012 beim FC Wettswil-Bonstetten und wechselte dann im Juli 2016 zum Grasshopper Club Zürich. Die nächste Station führte sie dann 2020 zu The Blues FC. Seit 2022 spielt sie im Women’s-Super-League-Team von Grasshopper Club Zürich.
2020 war Rutishauser Teil der U17-Nationalmannschaft, 2022 der U19-Nationalmannschaft.